# Kometa nad Doliną Muminków (powieść)
Kometa nad Doliną Muminków (Kometjakten, Kometen kommer) – powieść Tove Jansson, druga z serii książek o Muminkach. 
W Polsce książka ukazała się jako pierwsza powieść cyklu, w 1977 roku, w tłumaczeniu Teresy Chłapowskiej, nakładem „Naszej Księgarni”. Kometa... była wielokrotnie wznawiana (14 wydań do 2011 roku). W 1990 roku opublikowano też wersję na kasetach magnetofonowych, przygotowaną przez Polski Związek Niewidomych.

## Adaptacje filmowe
- Kometa nad Doliną Muminków – japońsko-fiński film animowany z 1992 roku w reżyserii Hiroshiego Saitō.